# Нижнемальцевский сельский округ
Нижнема́льцевский се́льский о́круг — административно-территориальная единица на территории Сасовского района Рязанской области.
Административный центр — село Нижнее Мальцево.

## История
Законом Рязанской области от 07.10.2004 № 96-ОЗ на территории сельского округа было образовано муниципальное образование — Нижнемальцевское сельское поселение с сохранением административного центра в селе Нижнее Мальцево.

## Административное устройство
В состав Нижнемальцевского сельского округа входят 2 населённых пункта:
1. с. Нижнее Мальцево — административный центр
2. д. Жихаревка.